# 11010 Artemieva
11010 Artemieva eller 1981 ET24 är en asteroid i huvudbältet som upptäcktes den 2 mars 1981 av den amerikanska astronomen Schelte J. Bus vid Siding Spring-observatoriet. Den är uppkallad efter astronomen Natalja Artiemjeva.
Asteroiden har en diameter på ungefär två kilometer och tillhör asteroidgruppen Vesta.